# Szabó Sámuel (református lelkész)
Szabó Sámuel (?, 1747. – Nagyenyed, 1789.) református lelkész és tanár.

## Élete
A Székelyföldön született, tanulmányait Nagyenyeden végezte, 1762-ben lett togátus diák, később pedig contrascriba, majd ezután senior volt. 1772 szeptemberében a leideni egyetem hallgatói közé lépett. Miután hazatért, 1776 nyara és 1779 nyara között Marosvásárhelyen, később pedig Nagyenyeden volt tanár a teológiai tanszéken. 

## Munkái
- Az igaz keresztyén ember testamentomáról való beszélgetés, mellyet nemzetes Pospesser Anna asszonynak... Debretzeni Sámuel uram kedves élete párjának utolsó tisztesség tételére el-mondott a nagy-enyedi reform. templomban. Nyomt. 1769. eszt.
- Szent tanítás, a mellyet a nagyszebeni legelső új ref. templomban felszentelése alkalmával tett 26. nov. 1786. Kolozsvár, 1787.
- Gyászbeszéd Alvinczi Gábor felett. Uo., 1789.